# Pertosa
Pertosa – miejscowość i gmina we Włoszech, w regionie Kampania, w prowincji Salerno.

## Geografia
Według danych na rok 2004 gminę zamieszkiwało 727 osób, 121,2 os./km².